# Ladanjska arhitektura antike u Hrvatskoj

## Tipologija rimskih vila
Rimska vila izvorno je tradicionalna mediteranska kuća s atrijem koja proizlazi iz
italske stambene arhitekture. Stambene i gospodarske prostorije poredane su oko
središnjeg dvorišta, unutar kojeg se nalazi bazen za kišnicu koji služi kao
spremište pitke vode. Drugim izvorom podrijetla rimskih vila smatraju se
ratarske kuće srednje Italije koje su sastavljene od prostorija grupiranih u
nizu. Tijekom vremena ti osnovni modeli modificirani su i nadograđivani.
U
arhitektonskom smislu vile kao tip građevine nastaju krajem 3. ili početkom 2. st. pr. Kr. 
Arhitektura
vila u početku je bila inspirirana tradicijom etruščanskih i rimskih elitnih
građevina, helenističkih palača s peristilima te monumentalnošću egipatske
arhitekture.
Iako
se Rimljani u našim krajevima pojavljuju krajem 3. st.pr Kr., kontinuirana
izgradnja vila na istočnoj obali Jadrana započinje tek nakon sloma Batonova
ustanka 6. – 9.g. Vile postaju glavni arhitektonski element u pejzažu jadranske
obale te prema Kasidorovom opisu ''vile na njoj blistaju daleko i široko,
smještene kao biseri na ogrlici.'' Razvoj
rimskih vila na istočnojadranskoj obali nije imao isti tijek kao onaj na talijanskom
kopnu, ali na našoj obali možemo pronaći sve tipove kao i na području Italije.
Prema građevinskim značajkama razlikujemo vile s prostorijama grupiranim oko središnjeg
dvorišta, portikusne i peristile vile te one koje nastaju kao kombinacija tih
dvaju tipova. Pozicija gradnje vila pomno je odabirana te se one svojom
konstrukcijom prilagođavaju terenu. Najpogodnije su bile duboke uvale ili
povišene zaravni na kojima je gradnja mogla biti razvedena na nekoliko terasa. Prema
položaju razlikujemo nekoliko osnovnih tipova – villa urbana, villa suburbana,
villae rusticae, priobalne i maritimne vile. Na području istočnjadranske obale
najbrojnije su villae rusticae – jednostavni tipovi vila prvenstveno namijenjeni
proizvodnji. Kao što i sam naziv sugerira, urbane vile nastaju u urbanim
središtima. Suburbane vile građene su u blizini gradova. Ostaci urbanih vila pronađeni
su u Saloni i u Starome gradu na otoku Hvaru, dok su u blizini Narone te u Puli
između Herkulovih vrata i amfiteatra bile izgrađene suburbane vile.
Priobalne
vile građene su uz morsku obalu. Uz njih su redovito izgrađene luke i molovi
koji su služili za ukrcaj robe i ljudi. Maritimne vile posebna su kategorija
vila građenih uz more, a spadaju u najrazvijenije i najluksuznije tipove rimskih
vila. Karakteriziraju ih izravni kontakt s morem i raskošna pročelja koja su
orijentirana prema njemu. Najreprezentativniji istraženi primjer maritimne vile
na našem prostoru je vila u uvali Verige na Brijunima. Također, postoje naznake
da je gradnja Dioklecijanove palače prebrisala jednu maritimnu vilu iz
ranocarskog razdoblja.
Jednostavni
tip rustičnih vila doživio je najmanje promjene tlocrta tijekom vremena, dok su
najveće promjene zadesile luksuzne urbane i maritimne vile.
U
kasnoj antici fortifikacije dobivaju značajno mjesto u izgradnji i određuju
vanjski izgled. Umjesto prizemlja, koje dominira ranocarskim vilama, glavnu
ulogu u stambenoj arhitekturi preuzima kat. Povećanje broja stanovnika zahtijevalo
je povećanje stambenog prostora. Kako bi se to ostvarilo, često su se radile
preinake ranijih vila te su se na njima izgrađivali novi proizvodni pogoni. Vile
su u prvom redu bile središta ekonomske moći Rimskog Carstava jer su predstavljale velike ekonomije izvan gradova. Osnovna
ekonomska funkcija vile prerada je i skladištenje poljoprivrednih proizvoda.
Proizvodnja se odvijala za potrebe vile, ali i tadašnjeg tržišta. Na tlocrtima
vila uočavamo skladišta, “pogonska postrojenja“, prostor namijenjen boravku
vlasnika, prostor upravitelja te prostor boravka robovske radne snage. Proizvodnja
je bila usmjerena na uzgoj maslina i vinove loze. Upravo se prema veličini
skladišnog prostora u kojem su proizvodi bili pohranjeni moglo zaključiti o
važnosti pojedine vile te veličini zemljišta na kojem je sagrađena. Prvi vlasnici
i graditelji velikih vila bili su pripadnici aristokratskih obitelji kasne
Republike. Pojedini vlasnici bili su novi ljudi (homo novus) – skorojevići koji
su se obogatili ulaskom u Senat s Augustom i Tiberijem te uzgojem i trgovinom
vinovom lozom i maslinama. Villae rusticae gradili su mali
zemljoposjednici kao središta svojih posjeda. 
Najčešće su to bili ratni veterani
kojima su posjedi na tim područjima dodijeljeni nakon prestanka vojne službe.

## Primjeri Rimskih vila na tlu Istre i Dalmacije

### Rimska villa rustica u Červar Portu
Červar Porat malo
je mjesto nedaleko od grada Poreča na zapadnoj obali Istre. Pripada ageru
rimske kolonije Parentium. Prvi put se toponim Červar – Cervaria spominje u
Ravenjaninovu opisu svijeta te se spominje kao otok. U djelu "Del sito de
Listria“ iz 1540. Pietro Coppo naziv Ceruera povezuje s lagunom i lukom –
Červarom Portom, koja se Portom naziva već od XVI. stoljeća (naziv Veliki i
Mali Červar dobivaju tek kasnije), ispred kojeg se nalaze secche.
  Zaljev Červara
Porta nije okarakterizirala samo funkcija luke, već je u arheološkim
iskapanjima od 1976. do 1979. otkriven cijeli kompleks keramičarske proizvodnje
iz 1. stoljeća s opekarskom peći, te uljarom iz 2.st. U tri godine istraženi su
jugoistočni dio s građevinskim ostacima peći i sjeverozapadni dio s dobro
očuvanim ostacima uljare, koji su se zbog lagane padine nalazili na različitoj
visini, odnosno prilagođavali se konfiguraciji terena, a veza između njih bila
je prekinuta iskapanjem kamena, tako da još uvijek ostaje pitanje suživota
dvaju dijelova.
Zidovi jugozapadnog
dijela građevine pravilno su usmjereni prema stranama svijeta, no građevinu je
teško protumačiti u cjelini zbog nedostatka dijelova. Peć koja je pronađena u jugozapadnom
dijelu bila je smještena unutar četverokutne prostorije tako da je tunel
ložišta usmjeren prema pravcu sjever-jug. Peć je sagrađena unutar višeslojnih
gradivnih elemenata gospodarske zgrade pa je vrlo moguće da je peć bila
stalnije strukture, a ne da se razgrađivana nakon svakog ciklusa pečenja.
Unutar peći pronađeni su ostaci keramike iz druge polovice 1. stoljeća pa je
tako bilo i mogu će datirati nastanak peći. U trećoj i četvrtoj fazi gradnje
kompleksa villae rusticae srušen je dio gdje je bila peć i na tom prostoru
nastale su prostorije koje su imale sustav za grijanje što ukazuje na
postojanje termalnog sistema.
Sjeverozapadni dio
kompleksa također je imao zidove usmjerene u pravcu sjever-jug. Perimetarni zidovi
djelomično su sačuvani, a cijela je građevina bila na uzvišenom području. U ranijoj
fazi villae rusticae izgrađena je četvrtasta građevina – uljara iz 2. stoljeća.
U dvije prostorije na vrhu blagog uzvišenja pronađeni su ostaci podložaka tijeskova,
te je sjeverna prostorija bila popločana opekama. Kroz sjevernu je prostoriju protjecala
tekućina u bazene za taloženje. Dolaskom kršćanstva te slabljenjem Rimskog
Carstva ova je vila polako propadala, da bi krajem VI. stoljeća u potpunosti
bila napuštena. No vila u Červar Portu vrlo je dobar primjer razvitka rimske
vile na zapadnoj obali Istre.

### Ville rustice na Brijunskom otočju
Skupina villae rusticae na Brijunskom otočju
nastala je tijekom 1. stoljeća. Pokorena Istra bila je mjesto
razvijanja intenzivne poljoprivredne ekonomije i eksploatacije prirodnih
bogatstava. Stoga je logično da su na tom području nastale brojne villae rusticae kao gospodarska
središta, ali naravno i kao mjesto odmora od urbanog života Rimljana. Ville rustice na Brijunima nalaze se na
brojnim lokacijama: brdu Kolci, u uvali Madona, u uvali Verige, u zaljevu sv.
Nikole, u luci Brijuni, u uvali Javorika, Turnju i na otoku Vanga.
Vile na brijunskom
otočju pripadaju kampanjskom tipu vila. Karakterizira ih povišeni plato, tlocrt
u obliku slova U s prostorom koji s tri strane okružuje dvorište. One imaju
primarno gospodarsku funkciju. Poseban položaj, široke vizure prema moru ili
krajoliku, prednost osunčanja i blizina izvora plitke vode ili cisterne su
karakteristike villa rustica na Brijunima.

### Villa rustica na brdu Kolci
Villa rustica na
brdu Kolci nalazi se iznad rta Tar na sjeveroistoku otoka Veli Brijun. Datira u
1. st. pr. Kr. Zdanje usmjereno sjeverozapad – jugoistok ima karakteristike
kapitolijske vile. U-tlocrt s prostorijama na tri strane okružuje dvorište, a s
četvrte strane dvorište je zatvoreno ogradnim zidom. Vila je četvrtastog oblika
te je visoka prizemna građevina.
Ova je vila
isključivo gospodarski objekt jer se sastoji od četiri preše za masline i velikog
podruma za maslinovo ulje (cella olearie). Prema jugozapadnoj i najsunčanijoj
strani postavljeno je devet stambenih prostorija za villicusa i robove.
Sjeveroistočni dio čini velika cella
olearia. Smrzavanje ulja sprječava prodor svjetla i topline koji dolazi
preko dvorišta i portika s jugozapadne strane. Cella olearia podijeljena je nizom stupova od klinasto klesanog
kamena u dva dijela. U jednoj su prostoriji bili keramički recipijenti dolia za pohranu ulja. Na ovu se
prostoriju nadovezuju kuhinja, skladište i ostale radne prostorije. Dvorište je
okružno s tri strane portikom, a gradnja stupa podsjeća na granju onih u
kapitolijskim vilama. 
Arheološka
istraživanja villae rusticae na brdu Kolci izvršio je A. Gnris 1907. godine, a
u novije vrijeme, 1990. godine, vršili su A. Vitasović i M. Pavletić.

### Villa rustica u uvali Madona
Villa rustica u
uvali Val Madona nalazi se na zapadnom dijelu otoka Veli Brijun. Strateški je
smještena u blizini mora te je sa sjeverne strane zaštićena od bure i sjevernih
vjetrova istakom brda Turanj. Nastala je tijekom 2. ili 1. st. pr. Kr. U-tlocrt s
tri strane prostorijama okružuje dvorište, a s četvrte strane dvorište je
zatvoreno ogradnim zidom. Vila u uvali Madona visoka je prizemna građevina
pravokutnog oblika. Također, imala je i pristanište za brodove.
Veliki vinski podrum i tri preše za grožđe te tijesak za masline čine ovu vilu gospodarskom. Vila koristi prednost insolacije pa su uz jugiozapadnu stranu postavljene stambene prostorije. U vilu se ulazilo s jugozapadne strane. Kuhinja, spremište te prostorija s prešama za grožđe bili su smješteni u smjeru jugoistoka. Velika cella vinaria bila je usmjerena prema sjeveroistoku. Nizom stupova od klesanog kamena u žbuci bila je podijeljena u dva dijela. Uz cellu vinarie nalazio se niz prostorija različitih dimenzija koje su bile u svrhu procesa proizvodnje vina. 
Tijekom 2. stoljeća vila prolazi razdoblje stagnacije. Dvorište je s tri strane okruženo porticima, a s četvrte, one prema moru, visokim zidom. Cisterna koja je sakupljala kišnicu smještena je u jugozapadni dio dvorišta. Niz manjih prostorija, koje su vjerojatno bila namijenjene radnicima robovima, bile su smještene uz jugoistočni dio. Kasna je antika razdoblje kad se uz vilu izgrađuje naselje s fortifikacijama, pa se tijekom 3. i 4. stoljeća izgrađuju novi sadržaji uz vilu. O intenzitetu života govore i kasnoantička groblja iz 4. i 5. stoljeća, te nalaz are božice Flore. Te promjene u kasnoj antici mogle bi se pripisati ratovima na granicama Rimskog Carstva.
Arheološka je istraživanja prvi započeo A. Gnris 1902. godine, a istraživanja su se nastavila od 1914. do 1930. pod vodstvom M. Mirabella Robetia, 1952. Š. Mlakara te su
završena u periodu od 1976. do 1982. pod vodstvom Š. Mlakara i A. Vitasovića.

### Villa rustica u zaljevu Verige
Na sjevernoj padini brda Dubovac, odnosno na sjeveroistočnom dijelu otoka Veli Brijun nalazi se villa rustica u uvali Verige. Istacima poluotoka dobro je zaštićena od
vjetrova, no istodobno ima pogled prema moru, kopuni i susjednoj Fažani. Uz gospodarsku funkciju, vila je vrlo vjerojatno bila namijenjena boravku vlasnika, o tome svjedoči velika cisterna. Vjerojatno je imala pristanište. Izvor slatke vode na brdu Gradina bila je još jedna pogodnost ove vile. Datira se u 1. st. pr. Kr. ili rano 1. stoljeće.
Vila je orijentirana u smjeru sjever – jug i tlocrtno je tip U-vile s prostorijama smještenim oko dvorišta. Građena je kao visoka prizemnica pravokutnog tlocrta, nastala na prostornoj terasi izvedenoj na klesanom kamenu. Oko centralnog dvorišta postavljene su prostorije koje maksimalno koriste sve prednosti insolacije te se jugozapadno na najsunčanijem dijelu nalaze stambene prostorije. Te prostorije resi crno-bijeli mozaik i pod je jedne prostorije napravljan u tehnici opus spicatum. Ulaz u zgradu nalazio se s zapadne strane i hodnikom je povezan s dvorištem. Na južnom dijelu tog hodnika nalaze se kuhinja, oecus i tri manje prostorije. U jednoj od tri manje prostorije sačuvani su ostatci slikanja s crnom prugom sokla. Oecus ima četiri stupa koja čine potporanj stropa. Istočno od nje nalazila se plitka prostorija s drvenim stubištem koja je vodila do prostorije s prešom za grožđe. Od preše do lacusa vodio je kameni žlijeb ukrašen
lavljom glavom. Ispod lacusa, s njegove sjeverne strane, nalazi se vinski podrum. Cella vinaria bila je podijeljena stupovima na sredini u dva dijela. Od locusa mošt je kanalom tekao do dolia. Ispod dvorišta nalazi se građena cisterna koja je bila razdijeljena stupovima u 6 redova. Bačvasti svod nosio je pod dvorišta okruženim s tri strane porticima. Iz cisterne vodi kanal do bunara, koji je ujedno opskrbljivao vodom malo kupatilo.
Početkom 1. stoljeća
villa rustica u Val Verige
upotpunjena je novim sadržajima. Dodaje se drugi peristil, prostorije oko
trikilnija, bazikalne dvorane za audijenciju, pomoćne prostorije i apartman
vlasnika u nivou ispod.
Dvije spavaće sobe, kupatila i solariae,
sobe za dnevni odmor činile su apartman vlasnika. Ispred solariae soba nalazio veliki portik s lođama. Tijekom 1. stoljeća
izgrađen je cijeli rezidencijalni kompleks koji se sastojao od rezidencijalnog
dijela, hramova, diaetae, palestre,
terma i gospodarskog dijela. U kasnoj antici izgrađena je zgrada s vanjskim porticima
koja je bila u funkciji proizvodnih pogona. Vila u uvali Verige dobar je
primjer villae rusticae s izraženom
gospodarskom i ladanjskom funkcijom.

### Rimska villa rustica na Kupinovniku kraj Dola
Kupinovnik,
mjesto obraslo nasadima kupina kako mu samo ime sugerira, nalazi se kraj mjesta
Dola na otoku Hvaru. Ondje je u razdoblju od 1978. – 1981. istraživanja sa
svojim suradnicima provodio prof. dr. Marin Zaninović. Smatra se da je vila
bila u funkciji od 1. st pr. Kr pa sve do kasne antike. Ondje su zajednički
živjeli domaći ljudi i Grci i Italici što se vidi po natpisu na kamenoj gredi
arhitrava. Na
gomilama su uočljivi brojni ulomci antičkog crijepa i ulomci keramičkih i
glinenih posuda. Pronađeni su i mlinski kameni za masline. Istočno od mlina su
iskopana dva manja bazena za vodu ili ulje na čijem je dnu pronađena crna masa
s ostacima koštica masline. Na lokalitetu su pronađeni i ulomci ploča, kamenih
tijela stupova te baza stupova za koje se pretpostavlja da pripadaju nekoj monumentalnoj
građevini: hramu ili mauzoleju. U nekoj kasnijoj fazi, vjerojatno u kasnoj
antici, villa je nastradala u požaru, što je vidljivo iz slojeva iskopavanja.
Već tada je započela njena razgradnja i reduciranje.

## Galerija djela
- Peristilna vila na poluotoku Sorna
- Maritimna vila u uvali Stari Trogir,Stari Trogir
- Portikatna vila na poluotoku Vižula kod Medulina
- Rekonstrukcija priobalne vile na Brijunima
- Tlocrt nekadašnje villae rusticae u uvali Madona
- Tlocrt nekadašnje villae rusticae u zaljevu Verige
- Vila rustica u Labincima kod Poreča
- Vila s unutrašnjim dvorištem,Šiljana kraj Pule
- Villa rustica na brdu Kolci (Monte Collisi)
- Rimska villa rustica u Červar Portu

## Vanjske poveznice
- Istrapedia: Villa rustica
- Istarska enciklopedija: Villa rustica
- Arheološki muzej u Splitu